# شهرستان وین (تنسی)
شهرستان وین، تنسی (به انگلیسی: Wayne County, Tennessee) یک سکونتگاه مسکونی در ایالات متحده آمریکا است که در تنسی واقع شده‌است.

## خصوصیات
شهرستان وین ۱٬۹۰۵ کیلومترمربع مساحت دارد.